# المصطلحات التشريحية (معيار)
المصطلحات التشريحية (باللاتينية: Terminologia Anatomica؛ اختصارا TA) هو المرجع المعياري الدولي لمصطلحات علم التشريح البشري.
قامت بإنجازه اللجنة الاتحادية الدولية للمصطلحات التشريحية والاتحاد الدولي لروابط علماء التشريح وأصدر عام 1988. حَلَّ هذا النص مَحَلَّ المرجع القياسي السابق «مُفردات علم التشريح» (Nomina Anatomica).
يحتوي ترمينولوجيا أناتوميكا على مصطلح 7500 جزء تشريحي جسيم (غير مجهري).
ومنذ نيسان 2011، فإن ترمينولوجيا أناتوميكا متاحة على الإنترنت من خلال برنامج الاتحاد الدولي للمصطلحات التشريحية (الذي خلف اللجنة الاتحادية الدولية للمصطلحات التشريحية).